# Poncello Orsini
Poncello Orsini (zm. 2 lutego 1395 w Rzymie) – włoski kardynał okresu wielkiej schizmy zachodniej. Reprezentował obediencję "rzymskich" papieży Urbana VI i Bonifacego IX.

## Życiorys
Urodził się w Rzymie w jednej z najpotężniejszych rzymskich rodzin arystokratycznych, z której pochodziło trzech papieży i kilkunastu kardynałów. 19 czerwca 1370 wybrano go biskupem Aversa. Na konsystorzu 18 września 1378 Urban VI kreował go kardynałem prezbiterem z tytułem San Clemente. Był legatem w Marche i wikariuszem generalnym Sabiny. Początkowo należał do gorliwych zwolenników Urbana VI. Bezwzględność Urbana VI spowodowała jednak, że w 1385 znalazł się wśród współautorów odezwy kardynałów do duchowieństwa i ludu rzymskiego, denuncjującej brutalne metody papieża. Urban VI potraktował to jako zdradę (pięciu kardynałów zostało straconych), przez co Poncello Orsini musiał ukrywać się aż do jego śmierci w 1389. Uczestniczył w konklawe 1389, na którym zaliczano go do papabile. Nowy papież Bonifacy IX mianował go swoim wikariuszem w Rzymie. Archiprezbiter Św. Kolegium Kardynałów po 16 lipca 1390. Administrator diecezji suburbikarnej Sabina od listopada 1392.